# لوگنو ۱۹۳۶
سیارک ۱۹۳۶ (به انگلیسی: 1936 Lugano، نامگذاری:1973WD) هزار و نهصد و سی و ششمین سیارک کشف شده‌است که در ۲۴ نوامبر ۱۹۷۳ کشف شد.
قدر مطلق سیارک برابر ۱۱٫۱۰ است.